# Cacophonous Records
La Cacophonous Records è un'etichetta discografica indipendente, nata in Gran Bretagna nel 1993. Specializzata in album Metal, ha fatto diventare famosi gruppi come Dimmu Borgir, Cradle of Filth, Bal-Sagoth e Sigh. Ci sono state delle polemiche, visto che la casa discografica ha pubblicato un album della band Unblack metal degli Antestor.

## Artisti
- 13 Candles
- Abyssos
- Ancient Ceremony
- Antestor
- Bal-Sagoth
- Blood Storm
- Christ Agony
- Cradle of Filth
- Deinonychus
- Dimmu Borgir
- Ebony Lake
- Gehenna
- NAOS
- Primordial
- Root
- Scalplock
- Sigh
- Twilight Ophera
- Unsanctum
- Vergelmer